# Hotepszehemui
Hotepszehemui (ur.: kb. i. e. 2828–i. e. 2800) az ókori egyiptomi II. dinasztia első uralkodója. 

## Uralkodása
A nebti-neve Hotep, vagyis „elégedett”. Ez jelentheti esetleg azt, hogy Alsó- és Felső-Egyiptom ismét egyesült egy háborús periódus után, másrészt viszont lehet kívánság is, hogy az ország két része végre egyesüljön. Nyilvánvaló, hogy a dinasztia későbbi történetében számos probléma merült fel észak és dél között. Manethón Boéthosz néven 38 évben adja meg uralkodási éveinek számát, s kevés adatunk van, hogy ezt cáfoljuk vagy bizonyítsuk. Számos tudós véleménye szerint nem uralkodhatott 15-25 évnél tovább, i. e. 2845 – 2825 közé helyezve Hotepszehemuit. A II. dinasztia első három uralkodójának korabeli nevét és sorrendjét Hotepdief szobrának hátoldaláról ismerjük.
Bizonyítékaink vannak, hogy a király változtatásokat hajtott végre vallási és adminisztrációs téren.
Unisz V. dinasztiabeli, szakkarai piramisához közel pecsétek kerültek elő Hotepszehemui nevével, ami azt mutatja, sírja a közelben helyezkedik el, nem azonosították azonban még pontosan. Az érmék két hatalmas, föld alatti galériában kerültek elő. Kettőt a II. dinasztia első három királyából ide temettek, a harmadikat pedig Dzsószer lépcsős piramisa alá.
Semmilyen bizonyítékot nem találtak a király abüdoszi építkezéseire, bár elődje, az I. dinasztia utolsó királya (II. Ka) ebben a körzetben építkezett. Ka sírjában azonban szintén megtalálták Hotepszehemui pecsétjeit, a Német Régészeti Intézet (aminek a munkatársai Ka sírját tárták fel) arra találtak tehát bizonyítékot, hogy Ka Hotepszehemui elődje volt. Mások szerint voltak még uralkodók közöttük. Manethón sem szolgáltat információt a törésre az I. és II. dinasztia között, valószínűleg a hatalmi centrum eltolódása okozhatta a dinasztiaváltást.
Manethón tudósítása szerint Hotepszehemui uralkodása alatt földrengés volt a Deltában, Bubasztisz közelében.
A király csonthengere (mely ma a Brooklyni Múzeumban található, a képen látható) magában foglalja a király szerehjét, egyszerűsített bár, de éles formában. Ezen kívül Reisner talált két kőedényt a király nevével ellátva Gizában, Menkauré piramiskomplexumában, míg Badáriban a 3112-es jelzésű sírban egy alabástromváza-töredék került elő, szintén az ő nevével.
A trónon Nebré (Réneb) követte.

## Titulatúra
A fáraók titulatúrájának magyarázatát és történetét lásd az Ötelemű titulatúra szócikkben.
| G5 |

| G5 |

| R4 | S42 | S42 |

| R4 | S42 | S42 |

| R4 | S42 | S42 |

| R4 | S42 | S42 |

| G5 |

| G5 |

| R4 | S42 | S42 |

| R4 | S42 | S42 |

| R4 | S42 | S42 |

| R4 | S42 | S42 |

| G16 |

| G16 |

| R4 |

| R4 |

| G16 |

| G16 |

| R4 |

| R4 |

| M23 | L2 |

| M23 | L2 |

| R4 | S42 | S42 |

| R4 | S42 | S42 |

| R4 | S42 | S42 |

| R4 | S42 | S42 |

| R4 | S42 | S42 |

| R4 | S42 | S42 |

| R4 | S42 | S42 |

| R4 | S42 | S42 |

| M23 | L2 |

| M23 | L2 |

| R4 | S42 | S42 |

| R4 | S42 | S42 |

| R4 | S42 | S42 |

| R4 | S42 | S42 |

| R4 | S42 | S42 |

| R4 | S42 | S42 |

| R4 | S42 | S42 |

| R4 | S42 | S42 |